# Черноголовая чагра
Черноголовая чагра, или западноафриканская чагра, или сенегальская чагра (лат. Tchagra senegalus), — вид птиц из семейства кустарниковых сорокопутов.

## Ареал
Встречается в северо-восточной, восточной, южной, центральной Африке и на юге Аравийского полуострова.

## Описание
21-24 см длиной. Нижняя часть тела светло-серая, верхняя часть тела светло-коричневая. Голова пёстрая, с чёрной шапочкой, кремово-белым надбровьем и чёрной полоской через глаз. Клюв чёрный, массивный. Крылья яркие, ржаво-коричневые. Хвост длинный, сероватый с тёмными поперечными полосками. Половой диморфизм не выражен. Птицы всех возрастов схожи, их зачастую невозможно отличить в полевых условиях. У молодых птиц лопатки коричневые, на кончиках перьев лопаток — жёлтый цвет.

## Голос
Песня удивительно громкая, состоит из мощных скользящих свистов, восходящих или нисходящих, звучащих “whee-cheee-chooo-cheeera” . У самок в репертуаре имеется грохочущая трель, "трррррррр...", иногда исполняемая в паре с самцом.

## Поведение
Оседлый вид. Размножается в низменной сухой открытой кустистой местности. Имеет привычку тихо перепрыгивать по густым кустам.  Периодически спускается на землю, часто садится на низкие ветви кустов. Довольно скрытная, но громкие позывки выдают её присутствие. Питается насекомыми, некрупными ящерицами и другой мелкой животной пищей.

## Подвиды
Выделяют девять подвидов:
- T. s. cucullatus (Temminck, 1840)
- T. s. percivali (Ogilvie-Grant, 1900)
- T. s. remigialis	 (Hartlaub & Finsch, 1870)
- T. s. nothus	 (Reichenow, 1920)
- T. s. senegalus (Linnaeus, 1766)
- T. s. habessinicus (Hemprich & Ehrenberg, 1833)
- T. s. armenus	 (Oberholser, 1906)
- T. s. orientalis	 (Cabanis, 1869)
- T. s. kalahari (Roberts, 1932)